# Cypa bouyeri
Cypa bouyeri là một loài bướm đêm thuộc họ Sphingidae. Loài này có ở Sulawesi.